# Afrikaanse kampioenschappen wielrennen
De Afrikaans kampioenschappen op de weg zijn de continentale kampioenschappen in de wielersport voor Afrika. Er zijn titels voor de mannen en de vrouwen te winnen in de wegwedstrijd en wegtijdrit. De kampioenschappen werden in 2001 voor de eerste keer georganiseerd (alleen voor mannen) en vanaf 2005 worden ze jaarlijks georganiseerd. De wedstrijd maakt deel uit van de UCI Africa Tour.
Bijna alle titels in de jaren 2000 gingen naar deelnemers uit Zuid-Afrika. Zuid-Afrika was dan ook het wielerland in Afrika bij uitstek. Sinds 2010 (mannen) en 2017 (vrouwen) worden de meeste titels echter gekaapt door wielrenners uit vooral Eritrea, maar ook Ethiopië, Mauritius, Namibië en Marokko.
Rwanda (Kigali) is net als Marokko (Tanger) kandidaat voor de eerste wereldkampioenschappen wielrennen op Afrikaanse bodem in 2025, maar heeft tot dusver nog geen Afrikaanse wielerkampioen afgeleverd.

## Locaties
| Jaar      | Locatie         |
| --------- | --------------- |
| 1995      | ?               |
| 1996-2000 | niet verreden   |
| 2001      | ?               |
| 2002-2004 | niet verreden   |
| 2005      | ?               |
| 2006      | Port Louis      |
| 2007      | Casablanca      |
| 2008      | Yaoundé         |
| 2009      | Windhoek        |
| 2010      | Kigali          |
| 2011      | Asmara          |
| 2012      | Ouagadougou     |
| 2013      | Sharm-el-Sheikh |
| 2014      | niet verreden   |
| 2015      | Wartburg        |
| 2016      | Casablanca      |
| 2017      | Luxor           |
| 2018      | Kigali          |
| 2019      | Bahir Dar       |
| 2020      | niet vereden    |
| 2021      | Caïro           |
| 2022      | Sharm-el-Sheikh |
| 2023      | Accra           |
| 2024      | Eldoret         |

## Mannen

### Wegwedstrijd (elite)
| Jaar | Winnaar                | Tweede                      | Derde                      |
| ---- | ---------------------- | --------------------------- | -------------------------- |
| 1995 | Willy Engelbrecht      | ?                           | ?                          |
| 2001 | Jacques Fullard        | Douglas Ryder               | Ross Grant                 |
| 2005 | Rupert Rheeder         | Thomas Desvaux              | Mohamed Abdel Aziz         |
| 2006 | Darren Lill            | Daniel Spence               | Robert Hunter              |
| 2007 | Nicholas White         | Johann Rabie                | Jay Robert Thomson         |
| 2008 | Dan Craven             | Hassan Zahboune             | Abdelmalek Madani          |
| 2009 | Ian McLeod             | Jay Robert Thomson          | Erik Hoffmann              |
| 2010 | Daniel Teklehaimanot   | Meron Russom                | Dan Craven                 |
| 2011 | Natnael Berhane        | Tesfay Abraha               | Jacques Janse van Rensburg |
| 2012 | Natnael Berhane        | Jay Robert Thomson          | Ferekalsi Debesay          |
| 2013 | Tesfom Okubamariam     | Dan Craven                  | Merhawi Kudus              |
| 2015 | Louis Meintjes         | Jay Robert Thomson          | Jacques Janse van Rensburg |
| 2016 | Tesfom Okubamariam     | Youcef Reguigui             | Mekseb Debesay             |
| 2017 | Willie Smit            | Meron Abraham               | Ahmed Galdoune             |
| 2018 | Amanuel Gebrezgabihier | Metkel Eyob                 | Azzedine Lagab             |
| 2019 | Mekseb Debesay         | Azzedine Lagab              | Youcef Reguigui            |
| 2021 | Ryan Gibbons           | Nassim Saidi                | Youcef Reguigui            |
| 2022 | Henok Mulubrhan        | Reinardt Janse van Rensburg | Hamza Amari                |
| 2023 | Henok Mulubrhan        | Yacine Hamza                | Achraf Ed Doghmy           |
| 2024 | Henok Mulubrhan        | Emile van Niekerk           | Charles Kagimu             |

### Tijdrit (elite)
| Jaar | Winnaar              | Tweede                      | Derde                       |
| ---- | -------------------- | --------------------------- | --------------------------- |
| 2001 | Simon Kessler        | Morne Bester                | Mohamed Abdel Fattah        |
| 2005 | Alex Pavlov          | Rafaâ Chtioui               | Rupert Rheeder              |
| 2006 | Robert Hunter        | Dan Craven                  | Daryl Impey                 |
| 2007 | Nicholas White       | Jay Robert Thomson          | Bereket Yemane              |
| 2008 | Jay Robert Thomson   | Nicholas White              | Dan Craven                  |
| 2009 | Jay Robert Thomson   | Reinardt Janse Van Rensburg | Erik Hoffmann               |
| 2010 | Daniel Teklehaimanot | Reinardt Janse Van Rensburg | Azedine Lagab               |
| 2011 | Daniel Teklehaimanot | Louis Meintjes              | Reinardt Janse van Rensburg |
| 2012 | Daniel Teklehaimanot | Tsgabu Grmay                | Jay Robert Thomson          |
| 2013 | Daniel Teklehaimanot | Willie Smit                 | Johannes Christoffel Nel    |
| 2015 | Tsgabu Grmay         | Daniel Teklehaimanot        | Reinardt Janse van Rensburg |
| 2016 | Mouhssine Lahsaini   | Tsgabu Grmay                | Daniel Teklehaimanot        |
| 2017 | Meron Teshome        | Stefan de Bod               | Awet Habtom                 |
| 2018 | Mekseb Debesay       | Jean Bosco Nsengimana       | Joseph Areruya              |
| 2019 | Stefan de Bod        | Sirak Tesfom                | Ryan Gibbons                |
| 2021 | Ryan Gibbons         | Kent Main                   | Moise Mugisha               |
| 2022 | Gustav Basson        | Henok Mulubrhan             | Jean Bosco Nsengimana       |
| 2023 | Charles Kagimu       | Moise Mugisha               | Henok Mulubrhan             |
| 2024 | Charles Kagimu       | Brandon Downes              | Adil El Arbaoui             |

### Ploegentijdrit (elite)
| Jaar | Winnaar                                                                                     | Tweede                                                                                     | Derde                                                                            |
| ---- | ------------------------------------------------------------------------------------------- | ------------------------------------------------------------------------------------------ | -------------------------------------------------------------------------------- |
| 2009 | Zuid-Afrika Reinardt Janse van Rensburg Ian McLeod Jay Robert Thomson Christoff van Heerden | Namibië Jacques Celliers Heinrich Koehne Victor Krohne Lotto Petrus                        | Libië Mohamed Ali Almabruk Abubregh Faysal Shaban Alsharaa Ahmed Youcef Belgasem |
| 2010 | Eritrea Ferekalsi Debesay Meron Russom Tesfai Teklit Daniel Teklehaimanot                   | Zuid-Afrika Reinardt Janse van Rensburg Luthando Kaka Jason Bakke                          | Ethiopië Msgena Kindeya Sollomon Bittew Shiferaw Goton Mebrahtu Biru             |
| 2011 | Eritrea Natnael Berhane Ferekalsi Debesay Jani Tewelde Daniel Teklehaimanot                 | Zuid-Afrika Reinardt Janse van Rensburg Herman Fouche Louis Meintjes Jaco Venter           | Marokko Reda Aadel Adil Jelloul Mouhssine Lahsaini Abdelatif Saadoune            |
| 2012 | Eritrea Natnael Berhane Ferekalsi Debesay Jani Tewelde Daniel Teklehaimanot                 | Tunesië Ali Akkouche Rafaâ Chtioui Maher Hasnaoui Ahmed M'Raïhi                            | Algerije Adil Barbari Hichem Chaabane Karim Hadjbouzit Fayçal Hamza              |
| 2013 | Eritrea Natnael Berhane Meron Russom Daniel Teklehaimanot Meron Teshome                     | Algerije Adil Barbari Hichem Chaabane Azzedine Lagab Abdelmalek Madani                     | Zuid-Afrika Calvin Beneke Shaun-Nick Bester Johannes Nel Ryan Gibbons            |
| 2015 | Eritrea Natnael Berhane Mekseb Debesay Merhawi Kudus Daniel Teklehaimanot                   | Zuid-Afrika Nicholas Dlamini Reinardt Janse van Rensburg Louis Meintjes Jay Robert Thomson | Ethiopië Getachew Atsbha Temesgen Buru Kibrom Giday Tsgabu Grmay                 |
| 2016 | Eritrea Elyas Afewerki Tesfom Okubamariam Amanuel Gebrezgabihier Mekseb Debesay             | Algerije Azzedine Lagab Abderrhamane Bechlagheme Abderrahmane Mansouri Nassim Saidi        | Marokko Lahcen Saber Mouhssine Lahsaini Salah Eddine Mraouni Mohamed Er Rafai    |
| 2017 | Eritrea Meron Abraham Amanuel Gebrezgabihier Awet Habtom Meron Teshome                      | Algerije Azzedine Lagab Abdelkader Belmokhtar Abderrahmane Mansouri Abdellah Ben Youcef    | Rwanda Joseph Areruya Samuel Mugisha Valens Ndayisenga Jean Bosco Nsengimana     |
| 2018 | Eritrea Mekseb Debesay Metkel Eyob Amanuel Gebrezgabihier Saymon Musie                      | Rwanda Joseph Areruya Valens Ndayisenga Adrien Niyonshuti Jean Bosco Nsengimana            | Algerije Azzedine Lagab Abderrahmane Mansouri Islam Mansouri Youcef Reguigui     |
| 2019 | Eritrea Mekseb Debesay Yakob Debesay Sirak Tesfom Meron Teshome                             | Rwanda Moïse Mugisha Valens Ndayisenga Jean Bosco Nsengimana Jean-Claude Uwizeyimana       | Ethiopië Temesgen Buru Redwan Ebrahim Fiseha Gebremariam Tesfay Teklehaymanot    |
| 2021 | Zuid-Afrika Ryan Gibbons Kent Main Gustav Basson Jason Oosthuizen                           | Rwanda Moïse Mugisha Jean Bosco Nsengimana Jean Eric Habimana Joseph Areruya               | Algerije Abderrahmane Mansouri Azzedine Lagab Youcef Reguigui Nassim Saidi       |
| 2022 | Eritrea Henok Mulubrhan Dawit Yemane Michael Habtom Aklilu Ghebrehiwet                      | Zuid-Afrika Gustav Basson Reinardt Janse van Rensburg Kent Main Callum Ormiston            | Algerije Azzedine Lagab Hamza Mansouri Salah Eddine Ayoubi Cherki Islam Mansouri |
| 2023 | Algerije Hamza Mansouri Nassim Saidi Azzedine Lagab Hamza Amari                             | Eritrea Nahom Zerai Henok Mulubrhan Milkias Kudus Aklilu Arefayne                          | Rwanda Jean Bosco Nsengimana Etienne Tuyizere Moise Mugasha Renus Byiza Uhiriwe  |
| 2024 |                                                                                             |                                                                                            |                                                                                  |

### Wegwedstrijd (beloften)
| Jaar | Winnaar              | Tweede                      | Derde             |
| ---- | -------------------- | --------------------------- | ----------------- |
| 2008 | Hichem Chaabane      | Daniel Teklehaimanot        | Redouane Chabaane |
| 2009 | Lotto Petrus         | Reinardt Janse van Rensburg | Adrien Niyonshuti |
| 2010 | Daniel Teklehaimanot | Reinardt Janse Van Rensburg | Natnael Berhane   |
| 2011 | Natnael Berhane      | Tesfay Abrha                | Youcef Reguigui   |
| 2012 | Natnael Berhane      | Hamza Merdj                 | Songezo Jim       |
| 2013 | Tesfom Okbamariam    | Merhawi Kudus               | Janvier Hadi      |
| 2015 | Jayde Julius         | Merhawi Kudus               | Temesgen Buru     |

### Tijdrit (beloften)
| Jaar      | Winnaar                     | Tweede                      | Derde             |
| --------- | --------------------------- | --------------------------- | ----------------- |
| 2008      | Jay Robert Thomson          | Daniel Teklehaimanot        | Bereket Yemane    |
| 2009      | Reinardt Janse Van Rensburg | Heiko Redecker              | Adrien Niyonshuti |
| 2010      | Daniel Teklehaimanot        | Reinardt Janse Van Rensburg | Tsgabu Grmay      |
| 2011      | Louis Meintjes              | Reda Aadel                  | Fayçal Hamza      |
| 2012      | Tsgabu Grmay                | Adil Barbari                | Natnael Berhane   |
| 2013      | Willie Smit                 | Johannes Nel                | Adil Barbari      |
| 2015      | Merhawi Kudus               | Valens Ndayisenga           | Adil Barbari      |
| 2016-2022 | Onbekend                    | Onbekend                    | Onbekend          |
| 2023      | Kiya Rogora                 | Aklilu Arefayne             | Hamza Amari       |
| 2024      | Paul Lomuria                | Lawrence Lorot              | Joshua Dike       |

### Wegwedstrijd (junioren)
| Jaar | Winnaar                 | Tweede                | Derde                 |
| ---- | ----------------------- | --------------------- | --------------------- |
| 2012 | Abderrahmane Bechlaghem | Nicol Germishuis      | Karim Bonkoungou      |
| 2013 | Abderrahim Zahiri       | Abderrahmane Mansouri | Ivan Venter           |
| 2015 | El Mehdi Chokri         | Islam Mansouri        | Brandon Plaatjes      |
| 2016 | Hamza Mansouri          | Christopher Lagane    | Abdelraouf Bengayou   |
| 2017 | Hamza Mansouri          | Oussama Chablaoui     | Abdellah Loukili      |
| 2018 | Biniam Girmay           | Tomas Goytom          | Hager Andermaryam     |
| 2019 | Renus Byiza             | Yoel Asmeron          | Ghebrehiwet Birhane   |
| 2020 | Geannuleerd             | Geannuleerd           | Geannuleerd           |
| 2021 | Etienne Tuyizere        | Mohammed Sanbouli     | Samuel Niyonkuru      |
| 2022 | Yoel Habteab            | Aklilu Arefayne       | Samuel Quevauvilliers |
| 2023 | Riad Bakhti             | Anes Riahi            | Achraf El Kurymy      |
| 2024 | Keven Teklemariam       | Nahom Efriem          | Siem Eyob             |

### Tijdrit (junioren)
| Jaar | Winnaar                 | Tweede                          | Derde                   |
| ---- | ----------------------- | ------------------------------- | ----------------------- |
| 2012 | Abderrahmane Bechlaghem | Sébastien Tyack                 | Abderrahmane Mansouri   |
| 2013 | Ivan Venter             | Morne Van Niekerk               | Abderrahmane Bechlaghem |
| 2015 | Gregory De Vink         | Islam Mansouri                  | Chokri Al Mehdi         |
| 2016 | Abdelraouf Bengayou     | Christopher Lagane              | Hamza Mansouri          |
| 2017 | Hamza Mansouri          | Mohammed Medrazi                | Kiflom Gebreselassie    |
| 2018 | Biniyam Ghirmay         | Yves Nkurunziza                 | Natan Medhanie          |
| 2019 | Welay Hagos Berhe       | Metkel Misgun Bizay Tesfu Redae |                         |
| 2020 | Geannuleerd             | Geannuleerd                     | Geannuleerd             |
| 2021 | Pedri Crause            | Etienne Tuyizere                | Justin Chesterton       |
| 2022 | Aklilu Arefayne         | Yonas Tekie                     | Francois Hofmeyr        |
| 2023 | Djaoued N'Hari          | Lawrence Lorot                  | Nasrallah Essemiani     |
| 2024 | Keven Teklemariam       | Alexander Erasmus               | Nahom Efriem            |

### Ploegentijdrit (junioren)
| Jaar | Winnaar                                                                                      | Tweede                                                                              | Derde                                                                                 |
| ---- | -------------------------------------------------------------------------------------------- | ----------------------------------------------------------------------------------- | ------------------------------------------------------------------------------------- |
| 2013 | Zuid-Afrika Nicholas Dlamini Jandrich Kotze Morne Van Niekerk Ivan Venter                    | Marokko Abderrahim Aouida Othmane Choumouch El Mehdi Laanaya Abderrahim Zahiri      | Algerije Hichem Amari Abderrahmane Bechlaghem Abdelghani Fellah Abderrahmane Mansouri |
| 2015 | Zuid-Afrika Gregory De Vink Jarrod Hattingh Enno Albertus Swanepoel John Vlok                | Marokko Abdelilah Radif El Mehdi Chokri El Houcaine Sebbahi Mohcine El Kouraji      | Namibië Tristan De Lange Herbert Peters Brandon Plaatjes                              |
| 2016 | Marokko Anouar Motassadeq Ayoub Bairi Mohammed Medrazi Anass Jaouy                           | Algerije Abdelraouf Bengayou Amar Bradai Merouane Brinis Oussama Chablaoui          | Angola Bruno Araujo Marcio Jose Jose Rocha Antonio Vidal                              |
| 2017 | Algerije Hamza Mansouri Nadjib Assal Oussama Chablaoui Oussama Bechlaghel                    | Marokko Mohammed Medrazi Abdellah Loukili Mounir Elhazari Yassine Berjali           | Mauritius Dylan Redy Benitol Reemal Fabio Catherine Adriano Azor                      |
| 2018 | Eritrea Hager Andemaryam Biniam Girmay Tomas Goytom Natan Medhanie                           | Rwanda Barnabé Gahemba Jean Eric Habimana Yves Nkurunziza Jean Claude Nzafashwanayo | Namibië Charl Du Plooy Dieter Koen Alex Miller Schalk van der Merwe                   |
| 2019 | Ethiopië Selemon Abebe Welay Hagos Berhe Filimon Debay Bizay Tesfu Redae                     | Eritrea Yoel Asmeron Ghebrehiwet Birhane Metkel Misgun Mehari Tewelde               | Rwanda Renus Byiza Barnabé Gahemba Jean Eric Habimana Eric Muhoza                     |
| 2020 | Geannuleerd                                                                                  | Geannuleerd                                                                         | Geannuleerd                                                                           |
| 2021 | Algerije Mohamed Redwane Brinis Salah Eddine Ayoubi Cherki Abdelkrim Ferkous Khaled Mansouri | Rwanda Valens Iradukunda Hussein Mugabo Samuel Niyonkuru Etienne Tuyizere           | Zuid-Afrika Jason Bruintjies Justin Chesterton Pedri Crause Chanton Perrins           |
| 2022 | Eritrea Aklilu Arefayne Yoel Habtebab Yonas Tekie Even Redase                                | Algerije Riad Bakhti Oussama Khellaf Mohamed Abderahmane Ksir Mohamed Medjadji      | Egypte Abdulla Afify Mahmoud Bakr Begad Saad                                          |
| 2023 | Algerije Riad Bakhti Bachir Chennafi Nasrallah Essemiani Djaoued N'Hari                      | Marokko Saad Ait Akbour El Mahdi El Aarbaoui Youssef Elgharysy Achraf El Kurymy     | Mauritius Gael Andre Noah Ong Tone Samuel Quevauvilliers Jeremy Raboude               |
| 2024 |                                                                                              |                                                                                     |                                                                                       |

## Vrouwen

### Wegwedstrijd (elite)
| Jaar | Winnaar               | Tweede                | Derde                    |
| ---- | --------------------- | --------------------- | ------------------------ |
| 2005 | Anke Erlank           | Marissa van der Merwe | Chrissie Viljoen         |
| 2006 | Yolandi Du Toit       | Ronel Van Wyk         | Marissa van der Merwe    |
| 2007 | Marissa van der Merwe | Lynette Burger        | Yolandi Du Toit          |
| 2008 | Cassandra Slingerland | Marissa van der Merwe | Aurélie Halbwachs        |
| 2009 | Lynette Burger        | Cherise Taylor        | Lizanne Naude            |
| 2010 | Lylanie Lauwrens      | Lise Olivier          | Aurélie Halbwachs        |
| 2011 | Ashleigh Moolman      | Cherise Taylor        | Aurélie Halbwachs        |
| 2012 | Ashleigh Moolman      | An-Li Pretorius       | Lise Olivier             |
| 2013 | Ashleigh Moolman      | Vera Adrian           | Wehazit Kedane           |
| 2015 | Ashleigh Moolman      | Lise Olivier          | Hadnet Kidane            |
| 2016 | Vera Adrian           | An-Li Kachelhoffer    | Kimberley Le Court       |
| 2017 | Aurélie Halbwachs     | Kimberley Le Court    | Charlene Roux            |
| 2018 | Bisrat Ghebremeskel   | Tsega Gebre Beyene    | Mosana Debesay           |
| 2019 | Mosana Debesay        | Eyeru Gebru           | Joanna Van De Winkel     |
| 2021 | Carla Oberholzer      | Hayley Preen          | Vera Looser              |
| 2022 | Ebtissam Zayed Ahmed  | Kimberley Le Court    | Awa Bamogo               |
| 2023 | Ese Lovina Ukpeseraye | Awa Bamogo            | Lucie de Marigny-Lagesse |
| 2024 | Ashleigh Moolman      | Adiam Dawit           | Diane Ingabire           |

### Tijdrit (elite)
| Jaar | Winnaar               | Tweede                     | Derde              |
| ---- | --------------------- | -------------------------- | ------------------ |
| 2005 | Anke Erlank           | Dianne Emery               | Chrissie Viljoen   |
| 2006 | Aurélie Halbwachs     | Ronel Van Wyk              | Linda Davidson     |
| 2007 | Lynette Burger        | Yolandi Du Toit            | Aurélie Halbwachs  |
| 2008 | Cassandra Slingerland | Marissa van der Merwe      | Aurélie Halbwachs  |
| 2009 | Cassandra Slingerland | Lynette Burger             | Aurélie Halbwachs  |
| 2010 | Lylanie Lauwrens      | Aurélie Halbwachs          | Lizanne Naude      |
| 2011 | Cherise Taylor        | Ashleigh Moolman           | Aurélie Halbwachs  |
| 2012 | Ashleigh Moolman      | An-Li Pretorius            | Vera Adrian        |
| 2013 | Ashleigh Moolman      | Wehazit Kedane             | Vera Adrian        |
| 2015 | Ashleigh Moolman      | Heidi Dalton               | Aurélie Halbwachs  |
| 2016 | Vera Adrian           | Jeanne d'Arc Girubuntu     | Samantha Sanders   |
| 2017 | Aurélie Halbwachs     | Mossana Debesay            | Juanita Venter     |
| 2018 | Mosana Debesay        | Selam Amha                 | Eyeru Gebru        |
| 2019 | Selam Amha            | Eyeru Gebru                | Desiet Kidane      |
| 2021 | Carla Oberholzer      | Frances Janse van Rensburg | Vera Looser        |
| 2022 | Nesrine Houili        | Ebtissam Zayed Ahmed       | Kerry Jonker       |
| 2023 | Aurelie Halbwachs     | Valentine Nzayisenga       | Kimberley Le Court |
| 2024 | Lucy Young            | Ashleigh Moolman           | Melissa Hinz       |

### Ploegentijdrit (elite)
| Jaar | Winnaar                                                                                   | Tweede                                                                                  | Derde                                                                                    |
| ---- | ----------------------------------------------------------------------------------------- | --------------------------------------------------------------------------------------- | ---------------------------------------------------------------------------------------- |
| 2013 | Eritrea Tsehainesh Fitsum Yorsalem Ghebru Wehazit Kidane Senayt Mengsteab                 | Nigeria Tombrapa Gripka Rosemary Marcus Glory Odiase                                    | Ethiopië Meseret Hagos Selam Hagos Eyerusalem Kelil Hadnet Kidane                        |
| 2015 | Zuid-Afrika Ashleigh Moolman Heidi Dalton Lynette Burger An-Li Pretorius                  | Namibië Vera Adrian Michelle Vorster Irene Steyn                                        | Eritrea Tsehainesh Fitsum Yohana Dawit Wehazit Kidane Mossana Debesay                    |
| 2016 | Zuid-Afrika An-Li Kachelhoffer Samantha Sanders Anriette Schoeman Lise Olivier            | Ethiopië Tsega Beyene Eyaru Tesfuam Mhirte Asgele Eden Bekele                           | Eritrea Wehazit Kidane Yohana Dawit Wogahta Ghebrehiwet Mossana Debesay                  |
| 2017 | Eritrea Bisrat Ghebremeskel Wehazit Kidane Mossana Debesay Wogahta Ghebrehiwet            | Ethiopië Selam Amha Tsega Beyene Birhan Fkadu Eyaru Tesfuam                             | Egypte Tsehainesh Fitsum Yohana Dawit Wehazit Kidane Mossana Debesay                     |
| 2018 | Ethiopië Eyeru Gebru Tsega Beyene Selam Amha Eyerusalem Kelil                             | Eritrea Tigisti Gebrehiwet Mossana Debesay Bisrat Ghebremeskel Wezahit Kidane           | Rwanda Beatha Ingabire Magnifique Manizabayo Jacqueline Tuyishime Jeanne d'Arc Girubuntu |
| 2019 | Ethiopië Eyeru Gebru Selam Amha Tsega Beyene Eyeru Haftu                                  | Eritrea Mossana Debesay Desiet Kidane Zinab Fitsum Tigisti Gebrehiwet                   | Zuid-Afrika Liezel Jordaan Carla Oberholzer Zanri Rossouw                                |
| 2021 | Zuid-Afrika Carla Oberholzer Frances Janse van Rensburg Hayley Preen Maroesjka Matthee    | Rwanda Diane Ingabire Valantine Nzayisenga Jacqueline Tuyishimire Josiane Mukashema     | Ethiopië Selam Amha Serkalen Taye Watango Miheret Asegele Gebreyewhans                   |
| 2022 | Eritrea Adiam Dawit Milena Gebrekrstos Monalisa Araya Danait Fitsum                       | Mauritius Celia Halbwachs Kimberley Le Court Lucie de Marigny-Lagesse Raphaëlle Lamusse | Hapepa Eliwa Rehab Elsherbini Ebtissam Zayed Ahmed Nada Aboubalash                       |
| 2023 | Mauritius Lucie de Marigny-Lagesse Aurelie Halbwachs Raphaëlle Lamusse Kimberley Le Court | Namibië Melissa Hinz Anri Krugel Courtney Liebenberg Vera Looser                        | Rwanda Xaverine Nirere Diane Ingabire Valentine Nzayisenga                               |
| 2024 |                                                                                           |                                                                                         |                                                                                          |

### Wegwedstrijd (beloften)
| Jaar | Winnaar         | Tweede         | Derde                 |
| ---- | --------------- | -------------- | --------------------- |
| 2023 | Nesrine Houili  | Diane Ingabire | Raja Chakir           |
| 2024 | Suzana Fisehaye | Adiam Dawit    | Gebregzabiher Aregawi |

### Wegwedstrijd (junioren)
| Jaar | Winnaar          | Tweede              | Derde                  |
| ---- | ---------------- | ------------------- | ---------------------- |
| 2013 | Monique Gerber   | Ebtesam Zayed Ahmed | Mikayla Olivier        |
| 2015 | Helen Mitchell   | Skye Davidson       | Frances Du Toit        |
| 2016 |                  |                     |                        |
| 2017 | Hailu Zayd       | Kasahun Tsadkan     | Yasser Mohammed Mariam |
| 2018 | Desiet Kidane    | Furtuna Kasahun     | Hailu Zayd             |
| 2019 | Danait Tsegay    | Diane Ingabire      | Yordanos Russom        |
| 2020 | Geannuleerd      | Geannuleerd         | Geannuleerd            |
| 2021 | Chante Olivier   | Hapepa Eliwa        | Nesrine Houili         |
| 2022 | Caitlin Thompson | Romna Guesh         | Aline Uwera            |
| 2023 | Mechab Malik     | Hosna Bellile       | Alemu Keno             |
| 2024 | Nardos Tsegay    | Nantume Miria       | Eldana Bereket         |

### Tijdrit (junioren)
| Jaar | Winnaar               | Tweede          | Derde               |
| ---- | --------------------- | --------------- | ------------------- |
| 2013 | Heidi Dalton          | Monique Gerber  | Ebtesam Zayed Ahmed |
| 2015 | Frances Du Toit       | Lynette Benson  | Skye Davidson       |
| 2016 | Donia Rashwan Mahmoud |                 |                     |
| 2017 | Kasahun Tsadkan       | Hailu Zayd      | Okorie Jacinta      |
| 2018 | Desiet Kidane         | Kasahum Tsadkan | Hailu Zayd          |
| 2019 | Trhas Tesfay          | Danait Tsegay   | Birikti Fessehaye   |
| 2020 | Geannuleerd           | Geannuleerd     | Geannuleerd         |
| 2021 | Chante Olivier        | Hapepa Eliwa    | Nesrine Houili      |
| 2022 | Caitlin Thompson      | Raja Chakir     | Saron Tekle         |
| 2023 | Siham Bousba          | Mechab Malik    | Alemu Keno          |
| 2024 | Betiel Efrem          | Alaliaa Darwish | Kahsay Kiros        |

### Ploegentijdrit (junioren)
| 2013 | Zuid-Afrika Andri Coetzee Heidi Dalton Monique Gerber Mikayla Olivier                        | Egypte Kheloud Ali Salma Hamdy Ahmed Hilmi Hamdiya Hasan Ebtesam Zayed Ahmed |                                                           |             |             |
| 2015 | Zuid-Afrika Frances Du Toit Lynette Benson Ame Venter Mandie Swart                           |                                                                              |                                                           |             |             |
| 2016 |                                                                                              |                                                                              |                                                           |             |             |
| 2017 | Egypte Jessenia Ali Yasser Mohamed Mariam Heidi Mohamed Alaa Shaaban                         |                                                                              |                                                           |             |             |
| 2018 | Rwanda Violetta Irakoze Neza Jeanette Manishimwe Samantha Mushimiyimana Valentine Nzayisenga | Burundi Charlene Habonimana Yvonne Iradukunda Goreth Niyubuntu               |                                                           |             |             |
| 2019 | Ethiopië Sefiager Eshite Selam Teka Trhas Tesfay Serkalen Watango                            | Eritrea Birikti Fessehaye Danait Markos Yordanos Russom Danait Tsegay        |                                                           |             |             |
| 2020 | Geannuleerd                                                                                  | Geannuleerd                                                                  | Geannuleerd                                               | Geannuleerd | Geannuleerd |
| 2021 | Zuid-Afrika Aisnlii De Beer Amber Hindmarch Chante Olivier McKenzie Pedro                    | Egypte Habiba Edris Gana Eliwa Hapepa Eliwa Mariam Habib                     |                                                           |             |             |
| 2022 | Eritrea Romna Guesh Saron Tekle Fithawit Teklu Rahel Zerisenay                               | Marokko Salma Benzaaboul Yasmine Bouchiha Raja Chakir Wiame Elmaaroufi       | Egypte Aalaa Ali Mennalaah Belal Gana Eliwa Bsmala Hassan |             |             |
| 2023 | Algerije Hosna Bellile Siham Bousba Mechab Malik Soulef Silmi                                |                                                                              |                                                           |             |             |
| 2024 |                                                                                              |                                                                              |                                                           |             |             |

## Gemengd

### Ploegenestafette (elite)
| Jaar | Winnaar | Tweede | Derde |
| ---- | --- | --- | --- |
| 2021 | Zuid-Afrika Carla Oberholzer Frances Janse van Rensburg Hayley Preen Ryan Gibbons Kent Main Gustav Basson                                | Rwanda Diane Ingabire Valantine Nzayisenga Jacqueline Tuyishimire Moïse Mugisha Jean Bosco Nsengimana Jean Eric Habimana | Ethiopië Selam Amha Serkalen Taye Watango Miheret Asegele Gebreyewhans Sintayehu Kebede Yared Beharu Tsgabu Grmay    |
| 2022 | Mauritius Aurelien de Comarmond Christopher Rougier-Lagane Alexandre Mayer Kimberley Le Court Raphaëlle Lamusse Lucie de Marigny-Lagesse | Eritrea Milena Gebrekrstos Monalisa Araya Michael Habtom Dawit Yemane Feven Haile Aklilu Ghebrehiwet                     | Egypte Ebtissam Zayed Ahmed Youssef Abouelhassan Hapepa Eliwa Assem Khalil Ahmed Saad Rehab Elsherbini               |
| 2023 | Mauritius Aurelie Halbwachs Alexandre Mayer Raphaëlle Lamusse Kimberley Le Court Gregory Mayer Christopher Rougier-Lagane                | Rwanda Xaverine Nirere Diane Ingabire Valentine Nzayisenga Samuel Niyonkuru Eric Muhoza Etienne Tuyizere                 | Burkina Faso Lamoussa Zoungrana Issouf Ilboudo Pascaline Dambinga Awa Bamogo Vincent Mouni Bachirou Nikiema          |
| 2024 | Rwanda Diane Ingabire Vainqueur Masengesho Josiane Mukashema Moise Mugisha Valentine Nzayisenga Etienne Tuyizere                         | Eritrea Hebron Berhane Adiam Dewit Suzana Fisehaye Milena Gebrekrstos Milkias Maekele Meron Teshome Hagos                | Ethiopië Negasi Haylu Abreha Gebregzabiher Aregawi Hadush Asgodom Gereziher Hailemaryam Kiya Rogora Serkalen Watango |

2005 · 
2006 · 
2007 · 
2008 · 
2009 · 
2010 · 
2011 · 
2012 · 
2013 ·
2014 · 
2015 ·
2016 ·
2017 ·
2018 ·
2019 ·
2020 ·
2021 ·
2022 ·
2023 ·
2024 ·
2025
Belangrijkste wedstrijden

Ronde van Burkina Faso · La Tropicale Amissa Bongo · Ronde van Kameroen · Ronde van Marokko · GP Chantal Biya · Ronde van Rwanda